# Aloe baumii
Aloe baumii é uma espécie de liliopsida do gênero Aloe, pertencente à família Asphodelaceae.